# Михайловка (Кизилжарський район)
Миха́йловка (каз. Михайлов) — село у складі Кизилжарського району Північноказахстанської області Казахстану. Входить до складу Асановського сільського округу.
Населення — 82 особи (2021; 104 у 2009, 131 у 1999, 140 у 1989).
Національний склад станом на 1989 рік:
- німці — 100 %.